# 哈米德侯國
哈米德侯國（土耳其語：Hamitoğulları Beyliği），是一個14世紀成立的烏古斯安納托利亞侯國，在魯姆蘇丹國衰落後出現，統治今天包括埃爾迪爾和厄斯帕爾塔的西南部地區。由1300年生存至1391年
侯國開國者是敦達爾貝伊，他的祖父哈米德和父親伊里亞斯也是塞爾柱官員，他的兄弟尤努斯在原哈米德侯國南方成立了一個新的泰凱侯國(由1321年生存至1423年)。
在被鄂圖曼帝國征服後，侯國被編為哈米德桑贾克，範圍大致在現在厄斯帕尔塔省。